# Belmont-sur-Yverdon
Pour les articles homonymes, voir Belmont.
Belmont-sur-Yverdon est une commune suisse du canton de Vaud, située dans le district du Jura-Nord vaudois. La commune compte 435 habitants en 2022.

## Histoire
Le château de Belmont, mentionné dès 1154, est construit autour de 1150 par les sires de Grandson. Situé à l'extrémité sud-ouest de la colline actuelle de Belmont et entouré de pentes boisées et très raides sur trois côtés, il dominait la plaine de l'Orbe. Les seigneurs de Belmont habitent le château pendant 200 ans. Le château est détruit par les Bernois en 1553 et le bourg est ensuite le siège d'une cour de justice du bailliage d'Yverdon. Belmont fait ensuite partie du district d'Yverdon de 1798 à 2007 puis du district du Jura-Nord vaudois depuis 2008,.

### Héraldique
| Blason de Belmont-sur-Yverdon | Blason  | Palé d'argent et d'azur, au château de gueules brochant sur le tout. |
| Blason de Belmont-sur-Yverdon | Détails | Le château rappelle celui qui était situé à l'extrémité du village de Belmont. Il a été détruit au XVIe siècle. Les armoiries de la commune sont adoptées par les autorités communales et cantonales en 1919. |

## Géographie
La surface totale de la commune de Belmont-sur-Yverdon représente 651 hectares qui se décomposent en 38 ha de surfaces d'habitat et d'infrastructure (5,8 %), 493 ha de surfaces agricoles (75,7 %), 118 ha de surfaces boisées (18,1 %) et enfin 2 ha de surfaces improductives (lacs et cours d'eau par exemple)[réf. nécessaire].

Vue aérienne (1963).

Le village de Belmont-sur-Yverdon se situe à une altitude de 535 mètres et domine la plaine de l'Orbe, située 100 mètres plus bas. Le territoire communal s'étend du nord à partir du canal oriental, canal faisant partie du canal d'Entreroches situé dans la plaine de l'Orbe, en pente via le village de Belmont jusqu'au Bois de Suchy à une altitude maximale de 604 mètres. Dans la partie sud, le tracé sinueux du Buron marque la frontière orientale de la commune.
En plus du village de Belmont, la commune comprend le hameau Le Villaret situé à 569 mètres d'altitude et quelques fermes isolées. Les communes voisines sont Yverdon-les-Bains, Essertines-sur-Yverdon, Suchy et Épendes.

## Population

### Gentilé et surnoms
Les habitants de la commune se nomment les Belmontais.
Ils sont surnommés les Arracheurs-de-Haies (lè Tire-l'Adze en patois vaudois) et les Ferre-Cochons (lè Ferra-Caïon).

### Démographie
Belmont-sur-Yverdon compte 435 habitants en 2022. Sa densité de population atteint 67 hab./km2.
En 2000, la population de Belmont-sur-Yverdon est composée de 127 (51,4 %) hommes et 120 femmes (48,6 %). Il y a 241 Suisses (97,6 %) et 6 étrangers (2,4 %). La langue la plus parlée est le français, avec 239 locuteurs (96,8 %), et la deuxième langue est l'anglais (4 personnes ou 1,6 %). Sur le plan religieux, la communauté protestante reformée est la plus importante avec 166 personnes (67,2 %), suivie des catholiques romains (23 ou 9,3 %). 54 personnes (21,9 %) n'ont aucune appartenance religieuse.
Le graphique suivant résume l'évolution de la population de Belmont-sur-Yverdon entre 1850 et 2010 :

## Politique
Sur le plan communal, Belmont-sur-Yverdon est dirigée par une municipalité formée de cinq membres et dirigée par un syndic pour l'exécutif et un Conseil général dirigé par un président et secondé par un secrétaire pour le législatif.

## Économie
L'économie locale est principalement tournée vers l'agriculture et l'arboriculture fruitière. Depuis les dernières décennies, le village compte de nombreux pendulaires qui travaillent principalement à Yverdon-les-Bains.
Le café du village a fermé en 1969 et l'épicerie en 1984.

## Monuments
Le site de l'ancien château, habitat préhistorique et médiéval, est inscrit comme bien culturel d'importance régionale.

## Transports
L'entrée Yverdon-Sud de l'autoroute A1 (Lausanne-Yverdon), construite en 1981, se situe à 3 kilomètres de Belmont-sur-Yverdon. Le village, desservi par la ligne de car postal Yverdon-les-Bains-Suchy-Chavornay, fait partie de la communauté tarifaire vaudoise Mobilis.

## Vie locale
Belmont-sur-Yverdon compte une société de jeunesse et un groupe de théâtre.